# Valeurs particulières de la fonction gamma
La fonction gamma est une fonction spéciale importante en mathématiques . Ses valeurs particulières peuvent être exprimées sous forme fermée pour de valeurs entières, demi-entières et certaines autres valeurs rationnelles, mais aucune expression simple n'est connue pour les valeurs aux points rationnels en général. D'autres arguments fractionnaires peuvent être approchés par des produits infinis efficaces, des séries infinies et des relations de récurrence.

## Entiers et demi-entiers
Pour les arguments entiers positifs, la fonction gamma coïncide avec la factorielle, par la formule classique :
{\displaystyle \Gamma (n)=(n-1)!,}
ce qui permet d'établir
{\displaystyle {\begin{aligned}\Gamma (1)&=1,\\\Gamma (2)&=1,\\\Gamma (3)&=2,\\\Gamma (4)&=6,\\\Gamma (5)&=24,\end{aligned}}}
et ainsi de suite. Pour les entiers non positifs, la fonction gamma n'est pas définie.
Pour les demi-entiers positifs {\displaystyle {\frac {k}{2}}} où {\displaystyle k\in 2\mathbb {N} ^{*}+1} est un entier impair supérieur ou égal à 3, les valeurs de la fonction sont données exactement par
{\displaystyle \Gamma \left({\tfrac {k}{2}}\right)={\sqrt {\pi }}{\frac {(k-2)!!}{2^{\frac {k-1}{2}}}}\,,}
ou de manière équivalente, pour les valeurs entières non négatives de n :
{\displaystyle {\begin{aligned}\Gamma \left({\tfrac {1}{2}}+n\right)&={\frac {(2n-1)!!}{2^{n}}}\,{\sqrt {\pi }}={\frac {(2n)!}{4^{n}n!}}{\sqrt {\pi }}\\\Gamma \left({\tfrac {1}{2}}-n\right)&={\frac {(-2)^{n}}{(2n-1)!!}}\,{\sqrt {\pi }}={\frac {(-4)^{n}n!}{(2n)!}}{\sqrt {\pi }}\end{aligned}}}
où n!! désigne la double factorielle. En particulier,
| {\displaystyle \Gamma \left({\tfrac {1}{2}}\right)\,} | {\displaystyle ={\sqrt {\pi }}\,}                 | {\displaystyle \approx 1,772\,453\,850\,905\,516\,0273\,,} | A002161 |
| {\displaystyle \Gamma \left({\tfrac {3}{2}}\right)\,} | {\displaystyle ={\tfrac {1}{2}}{\sqrt {\pi }}\,}  | {\displaystyle \approx 0,886\,226\,925\,452\,758\,0137\,,} | A019704 |
| {\displaystyle \Gamma \left({\tfrac {5}{2}}\right)\,} | {\displaystyle ={\tfrac {3}{4}}{\sqrt {\pi }}\,}  | {\displaystyle \approx 1,329\,340\,388\,179\,137\,0205\,,} | A245884 |
| {\displaystyle \Gamma \left({\tfrac {7}{2}}\right)\,} | {\displaystyle ={\tfrac {15}{8}}{\sqrt {\pi }}\,} | {\displaystyle \approx 3,323\,350\,970\,447\,842\,5512\,,} | A245885 |
et par la formule des compléments ,
| {\displaystyle \Gamma \left(-{\tfrac {1}{2}}\right)\,} | {\displaystyle =-2{\sqrt {\pi }}\,}                | {\displaystyle \approx -3,544\,907\,701\,811\,032\,0546\,,} | A019707 |
| {\displaystyle \Gamma \left(-{\tfrac {3}{2}}\right)\,} | {\displaystyle ={\tfrac {4}{3}}{\sqrt {\pi }}\,}   | {\displaystyle \approx 2,363\,271\,801\,207\,354\,7031\,,}  | A245886 |
| {\displaystyle \Gamma \left(-{\tfrac {5}{2}}\right)\,} | {\displaystyle =-{\tfrac {8}{15}}{\sqrt {\pi }}\,} | {\displaystyle \approx -0,945\,308\,720\,482\,941\,8812\,,} | A245887 |

## Argument rationnel général
Par analogie avec la formule du demi-entier,
{\displaystyle {\begin{aligned}\Gamma \left(n+{\tfrac {1}{3}}\right)&=\Gamma \left({\tfrac {1}{3}}\right){\frac {(3n-2)!!!}{3^{n}}}\\\Gamma \left(n+{\tfrac {1}{4}}\right)&=\Gamma \left({\tfrac {1}{4}}\right){\frac {(4n-3)!!!!}{4^{n}}}\\\Gamma \left(n+{\tfrac {1}{q}}\right)&=\Gamma \left({\tfrac {1}{q}}\right){\frac {{\big (}qn-(q-1){\big )}!^{(q)}}{q^{n}}}\\\Gamma \left(n+{\tfrac {p}{q}}\right)&=\Gamma \left({\tfrac {p}{q}}\right){\frac {1}{q^{n}}}\prod _{k=1}^{n}(kq+p-q)\end{aligned}}}
où n!(q) n!(q) désigne la q ième multifactorielle de n . Numériquement,
{\displaystyle \Gamma \left({\tfrac {1}{3}}\right)\approx 2,678\,938\,534\,707\,747\,6337}  A073005
{\displaystyle \Gamma \left({\tfrac {1}{4}}\right)\approx 3,625\,609\,908\,221\,908\,3119}  A068466
{\displaystyle \Gamma \left({\tfrac {1}{5}}\right)\approx 4,590\,843\,711\,998\,803\,0532}  A175380
{\displaystyle \Gamma \left({\tfrac {1}{6}}\right)\approx 5,566\,316\,001\,780\,235\,2043}  A175379
{\displaystyle \Gamma \left({\tfrac {1}{7}}\right)\approx 6,548\,062\,940\,247\,824\,4377}  A220086
{\displaystyle \Gamma \left({\tfrac {1}{8}}\right)\approx 7,533\,941\,598\,797\,611\,9047}  A203142.
Comme {\displaystyle n} tend vers l'infini,
{\displaystyle \Gamma \left({\tfrac {1}{n}}\right)\sim n-\gamma }
où {\displaystyle \gamma } est la constante d'Euler-Mascheroni et {\displaystyle \sim } désigne l'équivalence asymptotique .
On ne sait pas si ces constantes sont toutes transcendantes, mais Γ(1/3) et ont été montrées comme transcendantes par Gregory Chudnovsky. La constante Γ(1/4)/4√π est aussi connue depuis longtemps pour être transcendant, et Youri Nesterenko a établi en 1996 que Γ(1/4), π et eπ sont algébriquement indépendants. Pour {\displaystyle n\geq 2} au moins un des deux nombres {\displaystyle \Gamma \left({\tfrac {1}{n}}\right)} et {\displaystyle \Gamma \left({\tfrac {2}{n}}\right)} est transcendant.
Le nombre {\displaystyle \Gamma \left({\tfrac {1}{4}}\right)} est liée à la constante de Gauss {\displaystyle \varpi } par
{\displaystyle \Gamma \left({\tfrac {1}{4}}\right)={\sqrt {2\varpi {\sqrt {2\pi }}}}}
Borwein et Zucker ont découvert que Γ(n/24) peut être algébriquement exprimé en termes de of π, K(k(1)), K(k(2)), K(k(3)) et K(k(6)) où K(k(N)) est une intégrale elliptique complète de première espèce. Cela permet d'approcher efficacement la fonction Gamma pour des valeurs rationnelles par un algorithme de calcul de moyenne arithmético-géométrique à convergence quadratique. Par exemple : 
{\displaystyle {\begin{aligned}\Gamma \left({\tfrac {1}{6}}\right)&={\frac {{\sqrt {\frac {3}{\pi }}}\Gamma \left({\frac {1}{3}}\right)^{2}}{\sqrt[{3}]{2}}}\\\Gamma \left({\tfrac {1}{4}}\right)&=2{\sqrt {K\left({\tfrac {1}{2}}\right){\sqrt {\pi }}}}\\\Gamma \left({\tfrac {1}{3}}\right)&={\frac {2^{7/9}{\sqrt[{3}]{\pi K\left({\frac {1}{4}}\left(2-{\sqrt {3}}\right)\right)}}}{\sqrt[{12}]{3}}}\\\Gamma \left({\tfrac {1}{8}}\right)\Gamma \left({\tfrac {3}{8}}\right)&=8{\sqrt[{4}]{2}}{\sqrt {\left({\sqrt {2}}-1\right)\pi }}K\left(3-2{\sqrt {2}}\right)\\{\frac {\Gamma \left({\frac {1}{8}}\right)}{\Gamma \left({\frac {3}{8}}\right)}}&={\frac {2{\sqrt {\left(1+{\sqrt {2}}\right)K\left({\frac {1}{2}}\right)}}}{\sqrt[{4}]{\pi }}}\end{aligned}}}
Aucune relation similaire n'est connue pour Γ(1/5) ou d'autres dénominateurs.
En particulier, en notant AGM() la moyenne arithmético-géométrique, on a :
{\displaystyle \Gamma \left({\tfrac {1}{3}}\right)={\frac {2^{\frac {7}{9}}\cdot \pi ^{\frac {2}{3}}}{3^{\frac {1}{12}}\cdot \operatorname {AGM} \left(2,{\sqrt {2+{\sqrt {3}}}}\right)^{\frac {1}{3}}}}}
{\displaystyle \Gamma \left({\tfrac {1}{4}}\right)={\sqrt {\frac {(2\pi )^{\frac {3}{2}}}{\operatorname {AGM} \left({\sqrt {2}},1\right)}}}}
{\displaystyle \Gamma \left({\tfrac {1}{6}}\right)={\frac {2^{\frac {14}{9}}\cdot 3^{\frac {1}{3}}\cdot \pi ^{\frac {5}{6}}}{\operatorname {AGM} \left(1+{\sqrt {3}},{\sqrt {8}}\right)^{\frac {2}{3}}}}.}
D'autres formules incluent les produits infinis
{\displaystyle \Gamma \left({\tfrac {1}{4}}\right)=(2\pi )^{\frac {3}{4}}\prod _{k=1}^{\infty }\tanh \left({\frac {\pi k}{2}}\right)}
et
{\displaystyle \Gamma \left({\tfrac {1}{4}}\right)=A^{3}\mathrm {e} ^{-{\frac {G}{\pi }}}{\sqrt {\pi }}2^{\frac {1}{6}}\prod _{k=1}^{\infty }\left(1-{\frac {1}{2k}}\right)^{k(-1)^{k}}}
où A est la constante de Glaisher-Kinkelin et G est la constante de Catalan .
Les deux représentations suivantes pour Γ(3/4) ont été données par Mezö:
{\displaystyle {\sqrt {\frac {\pi {\sqrt {\mathrm {e} ^{\pi }}}}{2}}}{\frac {1}{\Gamma \left({\frac {3}{4}}\right)^{2}}}=\mathrm {i} \sum _{k=-\infty }^{\infty }\mathrm {e} ^{\pi (k-2k^{2})}\theta _{1}\left({\frac {\mathrm {i} \pi }{2}}(2k-1),\mathrm {e} ^{-\pi }\right),}
et
{\displaystyle {\sqrt {\frac {\pi }{2}}}{\frac {1}{\Gamma \left({\frac {3}{4}}\right)^{2}}}=\sum _{k=-\infty }^{\infty }{\frac {\theta _{4}(\mathrm {i} k\pi ,\mathrm {e} ^{-\pi })}{\mathrm {e} ^{2\pi k^{2}}}},}
où θ1 et θ4 sont deux des fonctions thêta de Jacobi.
Il existe également un certain nombre d'intégrales de Malmsten pour certaines valeurs de la fonction gamma:
{\displaystyle \int _{1}^{\infty }{\frac {\ln \ln t}{1+t^{2}}}={\frac {\pi }{4}}\left(2\ln 2+3\ln \pi -4\Gamma \left({\tfrac {1}{4}}\right)\right)}
{\displaystyle \int _{1}^{\infty }{\frac {\ln \ln t}{1+t+t^{2}}}={\frac {\pi }{6{\sqrt {3}}}}\left(8\ln 2-3\ln 3+8\ln \pi -12\Gamma \left({\tfrac {1}{3}}\right)\right)}

## Produits
Certaines identités de produits incluent :
{\displaystyle \prod _{r=1}^{2}\Gamma \left({\tfrac {r}{3}}\right)={\frac {2\pi }{\sqrt {3}}}\approx 3.627\,598\,728\,468\,435\,7012}  A186706
{\displaystyle \prod _{r=1}^{3}\Gamma \left({\tfrac {r}{4}}\right)={\sqrt {2\pi ^{3}}}\approx 7.874\,804\,972\,861\,209\,8721}  A220610
{\displaystyle \prod _{r=1}^{4}\Gamma \left({\tfrac {r}{5}}\right)={\frac {4\pi ^{2}}{\sqrt {5}}}\approx 17.655\,285\,081\,493\,524\,2483}
{\displaystyle \prod _{r=1}^{5}\Gamma \left({\tfrac {r}{6}}\right)=4{\sqrt {\frac {\pi ^{5}}{3}}}\approx 40.399\,319\,122\,003\,790\,0785}
{\displaystyle \prod _{r=1}^{6}\Gamma \left({\tfrac {r}{7}}\right)={\frac {8\pi ^{3}}{\sqrt {7}}}\approx 93.754\,168\,203\,582\,503\,7970}
{\displaystyle \prod _{r=1}^{7}\Gamma \left({\tfrac {r}{8}}\right)=4{\sqrt {\pi ^{7}}}\approx 219.828\,778\,016\,957\,263\,6207}
De façon plus générale :
{\displaystyle \prod _{r=1}^{n}\Gamma \left({\tfrac {r}{n+1}}\right)={\sqrt {\frac {(2\pi )^{n}}{n+1}}}}
De ces produits peuvent être déduites d'autres valeurs, par exemple, des équations précédentes pour {\displaystyle \prod _{r=1}^{3}\Gamma \left({\tfrac {r}{4}}\right)}, {\displaystyle \Gamma \left({\tfrac {1}{4}}\right)} et {\displaystyle \Gamma \left({\tfrac {2}{4}}\right)}, peut être déduit :
{\displaystyle \Gamma \left({\tfrac {3}{4}}\right)=\left({\tfrac {\pi }{2}}\right)^{\tfrac {1}{4}}{\operatorname {AGM} \left({\sqrt {2}},1\right)}^{\tfrac {1}{2}}}
D’autres relations rationnelles incluent:
{\displaystyle {\frac {\Gamma \left({\tfrac {1}{5}}\right)\Gamma \left({\tfrac {4}{15}}\right)}{\Gamma \left({\tfrac {1}{3}}\right)\Gamma \left({\tfrac {2}{15}}\right)}}={\frac {{\sqrt {2}}\,{\sqrt[{20}]{3}}}{{\sqrt[{6}]{5}}\,{\sqrt[{4}]{5-{\frac {7}{\sqrt {5}}}+{\sqrt {6-{\frac {6}{\sqrt {5}}}}}}}}}}
{\displaystyle {\frac {\Gamma \left({\tfrac {1}{20}}\right)\Gamma \left({\tfrac {9}{20}}\right)}{\Gamma \left({\tfrac {3}{20}}\right)\Gamma \left({\tfrac {7}{20}}\right)}}={\frac {{\sqrt[{4}]{5}}\left(1+{\sqrt {5}}\right)}{2}}}
{\displaystyle {\frac {\Gamma \left({\frac {1}{5}}\right)^{2}}{\Gamma \left({\frac {1}{10}}\right)\Gamma \left({\frac {3}{10}}\right)}}={\frac {\sqrt {1+{\sqrt {5}}}}{2^{\tfrac {7}{10}}{\sqrt[{4}]{5}}}}}
et bien d'autres relations pour Γ(n/d) pour d diviseur de 24 ou 60.
Les quotients gamma avec des valeurs algébriques doivent être « équilibrés » dans le sens où la somme des arguments est la même (modulo 1) pour le dénominateur et le numérateur.
Un exemple plus sophistiqué :
{\displaystyle {\frac {\Gamma \left({\frac {11}{42}}\right)\Gamma \left({\frac {2}{7}}\right)}{\Gamma \left({\frac {1}{21}}\right)\Gamma \left({\frac {1}{2}}\right)}}={\frac {8\sin \left({\frac {\pi }{7}}\right){\sqrt {\sin \left({\frac {\pi }{21}}\right)\sin \left({\frac {4\pi }{21}}\right)\sin \left({\frac {5\pi }{21}}\right)}}}{2^{\frac {1}{42}}3^{\frac {9}{28}}7^{\frac {1}{3}}}}}

## Arguments imaginaires et complexes
La fonction gamma à l' unité imaginaire i = √−1 donne  A212877,  A212878 :
{\displaystyle \Gamma (\mathrm {i} )=(-1+\mathrm {i} )!\approx -0,1549-0,4980\,\mathrm {i} .}
Elle peut également être donnée en termes de la fonction G de Barnes :
{\displaystyle \Gamma (\mathrm {i} )={\frac {G(1+\mathrm {i} )}{G(\mathrm {i} )}}=\exp \left(-\ln G(\mathrm {i} )+\ln G(1+\mathrm {i} )\right).}
Curieusement, {\displaystyle \Gamma (\mathrm {i} )} apparaît dans l'évaluation intégrale ci-dessous : 
{\displaystyle \int _{0}^{\pi /2}\{\cot(x)\}\,\mathrm {d} x=1-{\frac {\pi }{2}}+{\frac {\mathrm {i} }{2}}\log \left({\frac {\pi }{\sinh(\pi )\Gamma (\mathrm {i} )^{2}}}\right).}
Ici {\displaystyle \{\cdot \}} désigne la partie fractionnaire .
En raison de la formule des compléments d'Euler et du fait que {\displaystyle \Gamma ({\bar {z}})={\bar {\Gamma }}(z)}, il existe une expression pour le module au carré de la fonction Gamma évaluée sur l'axe imaginaire :
{\displaystyle \left|\Gamma (\mathrm {i} \kappa )\right|^{2}={\frac {\pi }{\kappa \sinh(\pi \kappa )}}}
L'intégrale ci-dessus se rapporte donc à la phase de {\displaystyle \Gamma (\mathrm {i} )} .
La fonction gamma avec d'autres arguments complexes renvoie
{\displaystyle \Gamma (1+\mathrm {i} )=\mathrm {i} \Gamma (\mathrm {i} )\approx 0,498-0,155\,\mathrm {i} }
{\displaystyle \Gamma (1-\mathrm {i} )=-\mathrm {i} \Gamma (-\mathrm {i} )\approx 0,498+0,155\,\mathrm {i} }
{\displaystyle \Gamma ({\tfrac {1}{2}}+{\tfrac {1}{2}}\mathrm {i} )\approx 0,818\,163\,9995-0,763\,313\,8287\,\mathrm {i} }
{\displaystyle \Gamma ({\tfrac {1}{2}}-{\tfrac {1}{2}}\mathrm {i} )\approx 0,818\,163\,9995+0,763\,313\,8287\,\mathrm {i} }
{\displaystyle \Gamma (5+3\mathrm {i} )\approx 0,016\,041\,8827-9,433\,293\,2898\,\mathrm {i} }
{\displaystyle \Gamma (5-3\mathrm {i} )\approx 0,016\,041\,8827+9,433\,293\,2898\,\mathrm {i} .}

## Autres constantes
La fonction gamma a un minimum local sur l'axe réel positif en
{\displaystyle x_{\min }=1,461\,632\,144\,968\,362\,341\,262\,659\,5423\ldots \,}  A030169
avec la valeur
{\displaystyle \Gamma \left(x_{\min }\right)=0,885\,603\,194\,410\,888\,700\,278\,815\,9005\ldots \,}  A030171 .
L'intégration de la fonction gamma réciproque le long de l'axe réel positif donne également la constante de Fransén-Robinson .
Sur l'axe réel négatif, les premiers maxima et minima locaux (ce qui correspond aux zéros de la fonction digamma ) sont :
Les seules valeurs de x > 0 pour lesquelles Γ(x) = x sont x = 1 et x ≈ 3,562 382 285 390 897 691 415 644 342 7 ...  A218802 .

## Lectures complémentaires
- Gramain, « Sur le théorème de Fukagawa-Gel'fond », Invent. Math., vol. 63,‎ 1981, p. 495–506 (DOI 10.1007/BF01389066, Bibcode 1981InMat..63..495G, S2CID 123079859)
- Borwein et Zucker, « Fast Evaluation of the Gamma Function for Small Rational Fractions Using Complete Elliptic Integrals of the First Kind », IMA Journal of Numerical Analysis, vol. 12, no 4,‎ 1992, p. 519–526 (DOI 10.1093/imanum/12.4.519, MR 1186733)
- X. Gourdon & P. Sebah. Introduction to the Gamma Function
- (en) Eric W. Weisstein, « Gamma Function », sur MathWorld
- Vidunas, « Expressions for values of the gamma function », Kyushu Journal of Mathematics, vol. 59, no 2,‎ 2005, p. 267–283 (DOI 10.2206/kyushujm.59.267, arXiv math.CA/0403510, S2CID 119623635)
- Vidunas, « Expressions for values of the gamma function », Kyushu J. Math., vol. 59,‎ 2005, p. 267–283 (DOI 10.2206/kyushujm.59.267, MR 2188592, arXiv math/0403510, S2CID 119623635)
- Adamchik, « Multiple Gamma Function and Its Application to Computation of Series », The Ramanujan Journal, vol. 9,‎ 2005, p. 271–288 (DOI 10.1007/s11139-005-1868-3, MR 2173489, arXiv math/0308074, S2CID 15670340, lire en ligne)
- Duke et Imamoglu, « Special values of multiple gamma functions », Journal de Théorie des Nombres de Bordeaux, vol. 18, no 1,‎ 2006, p. 113–123 (DOI 10.5802/jtnb.536, MR 2245878, lire en ligne)